# 兵庫県立三原高等学校
兵庫県立三原高等学校（ひょうごけんりつ みはらこうとうがっこう）は、兵庫県南あわじ市（旧・三原郡三原町）市円行寺に所在した公立の高等学校。通称は「三高」（さんこう）。2007年4月に兵庫県立志知高等学校と統合して兵庫県立淡路三原高等学校となったのち、2009年3月31日に閉校した。

## 設置学科
- 普通科
  - 自然・科学コース

## 所在地
- 〒656-0461 兵庫県南あわじ市（旧・三原郡三原町）市円行寺345番地1

## 沿革
- 1919年（大正8年）3月 - 三原郡広田村（現在の南あわじ市広田）に、不動りつ裁縫塾を開設する。
- 1921年（大正10年）4月 - 同塾に真如裁縫女学校（しんにょさいほうじょがっこう）を設立する。（真如裁縫女学校の設立を三原高等学校の創立としている。）
- 1933年（昭和8年）1月 - 三原郡市村青木（現在の南あわじ市市青木）に移転する。
- 1934年（昭和9年）10月 - 真如実科高等女学校に改称する。
- 1943年（昭和18年）3月 - 真如高等女学校に改称する。
- 1944年（昭和19年）10月 - 三原郡19か町村組合立に移管し三原郡19か町村組合立三原高等女学校となる。
- 1947年（昭和22年）4月 - 兵庫県に移管し兵庫県立三原高等女学校となる。
- 1948年（昭和23年）4月 - 学制改革により兵庫県立三原高等学校となる。男女共学制実施、普通科・家庭科を設置する。
- 1950年（昭和25年）3月31日 - 昭和天皇が行幸（昭和天皇の戦後巡幸）[2]。講堂に三原郡奉迎場が設けられた[3]。
- 1950年（昭和25年）4月 - 三原郡市村円行寺（現在地）に移転する。
- 1962年（昭和37年）4月 - 家庭科を家政科に改称する。
- 1973年（昭和48年）4月 - 家政科の募集を停止する。
- 1986年（昭和61年）4月 - 普通科に理数コースを設置する。
- 1988年（昭和63年）3月 - 寄宿舎が廃止される。
- 1999年（平成11年）10月 - 創立80周年記念式典が行われる。
- 2003年（平成15年）4月 - 58回生より理数コースが科学コースとなる。
- 2007年（平成19年）4月 - 兵庫県立志知高等学校と統合して、新1年生からは新設の兵庫県立淡路三原高等学校へ受け入れ。新高校は同校の施設・設備を使用。
- 2009年（平成21年）3月31日 - 閉校[1]。

## 校風
- 校訓は「創造」「敬愛」「自律」。
- 校木はユズリハで、校章にもデザインされている。

## 備考
- 1952年（昭和27年）創部の郷土部は郷土の伝統芸能である淡路人形浄瑠璃を継承しており、これまで全国高等学校総合文化祭郷土芸能部門で2回の優秀賞を受賞、他に、ハンガリー建国1100年祭に招待を受け公演旅行をするなど活動している。
- 修学旅行は2年次の2月の中旬に実施される。
- 球技大会は夏季と冬季の二回。種目は常に決められており、夏季は男子ソフトボール・バドミントン、女子バレーボール・バドミントン。冬季は男子サッカー、女子バスケットボールである。
- 3月には歌声の集いというクラス対抗の合唱コンクールが行われる。

## 部活動
- 生徒会執行部
- 新聞部
- 放送部
- 吹奏楽部

- 陸上競技部
- 卓球部
- 男女バスケットボール部
- ソフトボール部
- 男女ソフトテニス部
- 野球部
- サッカー部
- 男女バレーボール部
- 柔道部
- 水泳部
- 剣道部
- 野外活動部

- 地学部
- ギター部
- 音楽部
- 演劇部
- 洋裁･手工芸部
- 書道部
- 食物部
- 国語文芸部
- 英語部
- 美術部
- 演劇部
- 郷土部
- 写真部
- 茶道部
- 華道部
- コンピュータ部
- 囲碁将棋部
- ダンス部
- サイエンス部

## 著名な出身者
- 阿部賞久（大阪府議会議員）
- 岡本圭右（元プロ野球選手・元南海ホークス）
- 鎌田義（競艇選手）
- 貫芳裕（法政大学経済学部教授）
- 良基天音（元宝塚歌劇団月組）
- 高木英明（筑波大学大学院システム情報工学研究科教授）
- 高坂美恵子（元陸上競技選手・元神戸学院大学教授）
- 高見勝利（上智大学教授・北海道大学名誉教授）
- 藤岡幹大（ギタリスト、ミュージシャン）
- 松浦宏治（元プロサッカー選手・元ザスパ草津）
- 若鳴門清海（元大相撲力士（※1年生途中で中退））